# Kim Jalabert
Kim Jalabert est une actrice québécoise spécialisée dans le doublage. Elle est la voix québécoise de Lindsay Lohan, Amanda Crew, Camilla Belle, Vanessa Hudgens, Dianna Agron, Zoey Deutch ainsi qu'une des voix d'Amber Heard, Mary-Kate Olsen, Lily Collins, Taylor Swift, Elisha Cuthbert, Emma Roberts, Kristen Stewart et Melissa Barrera.

## Doublage

### Cinéma

#### Films
- 1993 :
  - Monsieur Nounou : Kate Mason (Madeline Zima)
  - De quoi j'me mêle maintenant! : Julie Ubriacco (Tabitha Lupien)
- 1994 :
  - Le Corbeau : Sarah (Rochelle Davis)
  - L'été de mes onze ans... la suite : Veda Sultenfuss (Anna Chlumsky)
  - Les fantasmes de Kathy : Gina (Ginger Orsi)
  - Richie Rich : Gloria (Stephi Lineburg)
- 1995 :
  - Potins du Sud : Caroline Bichon (Haley Aull)
  - Le lac magique : Ashley Black (Sarah Wayne)
  - Un lien indestructible : Janie (Julia Devin)
  - Les deux font la paire : Alyssa Callaway (Ashley Olsen)
  - Les deux font la paire : Amanda Lemmon (Mary-Kate Olsen)
  - Jumanji : Judy Shepherd (Kirsten Dunst)
  - Virtuosité : Karin (Kaley Cuoco)
- 1996 :
  - Œil pour Œil : Megan McCann (Alexandra Kyle)
  - Frankenstein et moi : Karen (Rebecca Henderson)
  - Souvient-toi Charlie : Caitlin Caine (Yvonne Zima)
- 1997 :
  - De jungle en jungle : Karen Kempster (Leelee Sobieski)
  - Le jardin suspendu : Violet (Christine Dunsworth)
- 1998 :
  - Traquer : Tracy Crews (Erin Broderick)
  - Madeline : Vicki (Bianca Strohmann)
  - Un papa qui s'affiche : Tess Tyler (Mary-Kate Olsen)
- 1999 :
  - Sally Marshall n'est pas une extra-terrestre : Renée Bronston (Thea Gumbert)
  - Lettres de Mansfield Park : Fanny, jeune (Hannah Taylor-Gordon)
  - Fais-moi craquer : Dee Vine (Keri Lynn Pratt)
  - Les Vagabondes : Ava Walker (Kimberly J. Brown)
  - Passeport pour Paris : Melanie Porter (Mary-Kate Olsen)
  - Qui gardera la maison? : Emily Reece (Elisha Cuthbert)
- 2000 :
  - Amour et Basketball : Monica Wright, jeune (Kyla Pratt)
  - Cri ultime : Cecilia Lisbon (Hanna R. Hall)
- 2001 : Espions en herbe : Carmen Cortez (Alexa Vega)
- 2002 :
  - Bleu Souvenir : Georgia (Sarah Buehler)
  - Resident Evil : Les créatures maléfiques : la reine rouge (Michaela Dicker)
  - Les Divins Secrets des petites Ya-Ya : Vivi Abbott, jeune (Caitlin Wachs)
  - La chevauchée de Virginia : Virginia Lofton (Lindze Letherman)
- 2003 : Rapides et Dangereux 2 : Suki (Devon Aoki)
- 2004 :
  - L'Agent Cody Banks 2: Destination Londres : Emily Sommers (Hannah Spearritt)
  - Confessions d'une jeune diva : Mary « Lola » Stepp (Lindsay Lohan)
  - Que nous reste-t-il ? : Tamara Anderson (Katie Boland)
  - Vengeance en pyjama : Farrah (Scout Taylor-Compton)
- 2005 :
  - Sabah : Souhaire (Fadia Nadda)
  - Moi, toi et tous les autres : Heather (Natasha Slayton)
  - Les Seigneurs de Dogtown : Kathy Alva (Nikki Reed)
  - La Coccinelle : Tout équipée : Maggie Peyton (Lindsay Lohan)
  - Nounou McPhee : Evangeline (Kelly Macdonald)
- 2006 :
  - Perverse Karla (Karla) : Tammy Homolka (Cherilyn Hayres)
  - Trois pour un : Lisa MacDougall (Holly Lewis)
  - Quelle vie de chien : Carly Douglas (Zena Grey (de))
  - Incisions : Kylie Strutemyer (Tania Saulnier)
  - American Dreamz : Shazzy Riza (Noureen DeWulf)
  - Tomber… pile : Haley Graham (Missy Peregrym)
  - Bobby : Diane (Lindsay Lohan)
  - Terreur sur la ligne : Jill Johnson (Camilla Belle)
  - Vénus : Jessie (Jodie Whittaker)
- 2007 :
  - À l'épreuve de la mort / Planète Terreur : Baby-sitter jumelle #1 (Electra Avellán)
  - À l'épreuve de la mort / Planète Terreur : Baby-sitter jumelle #2 (Elise Avellán)
  - Parfait inconnu : Grace (Nicki Aycox)
  - L'Éveil: Soif du Sang : Tricia Rawlins (Margo Harshman)
  - Monsieur Brooks : Jane Brooks (Danielle Panabaker)
  - L'Auberge 2 : Beth (Lauren German)
  - Bratz: Le Film : Sasha (Logan Browning)
  - Lars et l'amour en boîte : Laurel (Liisa Repo-Martell)
  - Terreur à l'Halloween : Laurie (Anna Paquin)
  - Je sais qui m'a tuée : Aubrey Fleming / Dakota Moss (Lindsay Lohan)
  - Captivité : Jennifer Tree (Elisha Cuthbert)
  - École pour filles : Beverly (Jodie Whittaker)
  - Festin d'amour : Janey (Shannon Lucio)
  - Vers l'inconnu : Carine McCandless (Jena Malone)
  - Nancy Drew : Nancy Drew (Emma Roberts)
  - Au pays des femmes : Lucy Hardwicke (Kristen Stewart)
- 2008 :
  - La route des campus : Melanie Porter (Raven-Symoné)
  - Le cauchemar de Molly Hartley : Leah (Shannon Woodward)
  - Le Spirit : Morgenstern (Stana Katic)
  - Plein gaz : Felicia (Amanda Crew)
  - 10 000 av. J.-C. : Evolet (Camilla Belle)
  - High School Musical 3 : La Dernière Année : Gabriella Montez (Vanessa Hudgens)
  - Adoration : Hannah (Katie Boland)
  - Des lucioles dans le jardin : Ryne Taylor (Shannon Lucio)
  - Qu'est-ce qui m'arrive ? : Zoé (Kristen Stewart)
- 2009 :
  - Rage meurtrière 3 : Lisa (Johanna Braddy)
  - Le tout pour le tout: Un combat à finir : Catalina « Lina » Cruz (Christina Milian)
  - Serment Mortel : Claire Wen (Jamie Chung)
  - La fièvre des planches : Joy (Anna Maria Perez de Tagle)
  - Folies de graduation : Le Livre de l'amour : Heidi Hallbrooks (Beth Behrs)
  - Push : La Division : Kira Hudson (Camilla Belle)
  - Malédiction au Connecticut : Wendy (Amanda Crew)
  - Bandslam : Sa5m (Vanessa Hudgens)
  - Le Beau-père : Kelly Porter (Amber Heard)
  - L'Aube des survivants : Alison Bromley (Isabel Lucas)
  - Transformers : La Revanche : Alice (Isabel Lucas)
  - Il était une fois John : Marie Kennedy (Ophelia Lovibond)
  - Le Messager : Kelly (Jena Malone)
  - Obsédée : Samantha (Scout Taylor-Compton)
- 2010 :
  - La Saint-Valentin : Felicia (Taylor Swift)
  - La Dernière Chanson : Ashley (Melissa Ordway)
  - Flicka 2 : Carrie McLaughlin (Tammin Sursok)
  - Destin de femmes : Violet (Britt Robertson)
  - Scott Pilgrim vs le monde : Kim Pine (Alison Pill)
  - Daydream Nation : Caroline Wexler (Kat Dennings)
  - Tout pour un A : Marianne (Amanda Bynes)
  - Prends mon âme : Fang Hellerman (Emily Meade)
  - Thorne: Dernier battement de cil : Alison Willetts (Sara Lloyd-Gregory)
  - Le Monde de Barney : Kate Panofsky (Anna Hopkins)
  - Charlie St. Cloud : Tess Carroll (Amanda Crew)
  - Otages du temps : Sonia Logan (Amanda Crew)
  - Les romantiques : Minnow (Dianna Agron)
  - Kick-Ass : Katie Deauxma (Lyndsy Fonseca)
  - Greenberg : Florence Marr (Greta Gerwig)
  - Le Réseau social : Erica Albright (Rooney Mara)
- 2011 :
  - La Coloc : Rebecca Woods (Leighton Meester)
  - Frissons 4 : Trudie (Shenae Grimes)
  - Le Grand Soir : Nova Prescott (Aimee Teegarden)
  - Honey 2 : Maria Bennett (Kat Graham)
  - Super 8 : Jennifer « Jen » Kaznyk (Amanda Michalka)
  - Six : Lisa Meridian (Emily Hampshire)
  - Vampire, vous avez dit vampire ? : Doris (Emily Montague)
  - Histoire de dauphin : Phoebe (Austin Highsmith)
  - Sortie fatale 4 : Jenna (Terra Vnesa)
  - Hellraiser: Révélations : Emma (Tracey Fairaway)
  - Harold et Kumar fêtent Noël en 3D : Mary (Jordan Hinson)
  - L'échappée : Melissa Winters (Camilla Belle)
  - Sortilège : Lindy Taylor (Vanessa Hudgens)
  - Numéro Quatre : Sarah Hart (Dianna Agron)
  - Conduite infernale : Piper (Amber Heard)
  - Rhum express : Chenault (Amber Heard)
  - La Couleur des sentiments : Jolene French (Anna Camp)
  - Enlèvement : Karen Murphy (Lily Collins)
  - Arthur : Naomi Quinn (Greta Gerwig)
  - Les Muppets, le retour : Greeter (Sarah Silverman)
  - Monsieur Popper et ses manchots : Poppy (Ophelia Lovibond)
  - Millénium : Les Hommes qui n'aimaient pas les femmes : Lisbeth Salander (Rooney Mara)
  - Le Jour où je l'ai rencontrée : Sally Howe (Emma Roberts)
- 2012 :
  - La Cabane dans les bois : Dana Polk (Kristen Connolly)
  - Le 2e voyage : L'île mystérieuse : Kailani (Vanessa Hudgens)
  - Belles et rapides : Lisa Temple (Lily James)
  - L'Aube rouge : Erica Martin (Isabel Lucas)
  - La Note parfaite : Aubrey (Anna Camp)
  - The Last Ride : Wanda (Kaley Cuoco)
  - Jack Reacher : Sandy (Alexia Fast)
  - Chronique : Casey Letter (Ashley Hinshaw)
  - LOL : Emily (Ashley Hinshaw)
  - Anna Karénine : Dolly Oblonsky (Kelly Macdonald)
  - Hunger Games : Le Film : Glimmer (Leven Rambin)
  - À la poursuite de Mavericks : Kim Moriarty (Leven Rambin)
- 2013 :
  - Massacre à la tronçonneuse 3D : Heather Miller (Alexandra Daddario)
  - Jack le chasseur de géants : Princesse Isabella (Eleanor Tomlinson)
  - Oz, le magnifique : Glinda (Michelle Williams)
  - L'opéra de la terreur : Natalie (Elizabeth Blackmore)
  - Insaisissable : Alma Dray (Mélanie Laurent)
  - Face à face : Sarah Ford (Elizabeth Olin)
  - Le Combat de l'année : Stacy (Caity Lotz)
  - Carrie : Tina Blake (Zoë Belkin)
  - Film de peur 5 : elle-même (Lindsay Lohan)
  - La Famille : Belle Blake (Dianna Agron)
  - La Cité des ténèbres : La Coupe mortelle : Clary Fray (Lily Collins)
  - Kick-Ass 2 : Katie Deauxma (Lyndsy Fonseca)
- 2014 :
  - Doute raisonnable : Rachel Brockden (Erin Karpluk)
  - Le Passeur : Rosemary (Taylor Swift)
  - Un amour infini : Jenny (Emma Rigby)
  - Les âmes silencieuses : Kristina Dalton (Erin Richards)
  - Maléfique : Capucine (Juno Temple)
  - Et si jamais : Chantry (Zoe Kazan)
  - Vampire Académie : Rosemarie « Rose » Hathaway (Zoey Deutch)
  - Oculus : Kaylie Russell (Karen Gillan)
  - Les Gardiens de la Galaxie : Nébula (Karen Gillan)
  - La Captive : Cass (Alexia Fast)
  - Ouija : Elaine Morris (Olivia Cooke)
  - Célibataires… ou presque : Chelsea (Mackenzie Davis)
- 2015 :
  - Cendrillon : Cendrillon (Lily James)
  - Brûlé : Un chef sous pression : Sara (Lily James)
  - La Note parfaite 2 : Aubrey (Anna Camp)
- 2016 :
  - Orgueil et Préjugés et Zombies : Elizabeth Bennet (Lily James)
  - Everybody Wants Some!! : Beverly (Zoey Deutch)
- 2017 :
  - Baby Driver : Debora (Lily James)
  - Pourquoi lui ? : Stephanie Fleming (Zoey Deutch)
  - Le dernier jour de ma vie : Samantha « Sam » Kingston (Zoey Deutch)
  - Les Gardiens de la Galaxie Vol. 2 : Nébula (Karen Gillan)
  - Jumanji : Bienvenue dans la jungle : Ruby Roundhouse (Karen Gillan)
- 2018 :
  - Vérité ou Conséquence : Penelope Amari (Sophia Taylor Ali)
  - Pur-sang : Amanda (Olivia Cooke)
- 2019 :
  - Yesterday : Ellie Appleton (Lily James)
  - Jumanji : Le Prochain Niveau : Ruby Roundhouse (Karen Gillan)
  - Noël Tragique : Kris Presley (Aleyse Shannon (en))
- 2020 : Notre plus belle saison : Harper Caldwell (Mackenzie Davis)
- 2021 :
  - After : La Chute : Kimberly (Arielle Kebbel)
  - L'Homme libre : Millie Rusk / Molotov Girl (Jodie Comer)
- 2022 :
  - Frissons : Samantha "Sam" Carpenter (Melissa Barrera)
  - Opération Blacklight : Amanda Block (Claire van der Boom)
  - Sourire : Dr Rose Cotter (Sosie Bacon)
- 2023
  - Frissons VI : Samantha "Sam" Carpenter (Melissa Barrera)
- 2024
  - Abigail : Joey (Melissa Barrera)

#### Films d'animation
- 1995 : Histoire de jouets : Andy Davis
- 1997 : Hercule de John Musker et Ron Clements : Panique, enfant
- 1998 : Pokémon : Le Premier Film : Misty
- 1999 :
  - Pokémon : Le Film 2000 : Misty
  - Histoire de jouets 2 : Andy Davis
- 2000 :
  - Pokémon 3 : Le Film : Misty
  - Pokémon : Le Retour de Mewtwo : Misty
- 2001 :
  - La Belle et le Clochard 2 : Colette
  - Pokémon : Pour toujours : Misty
- 2002 :
  - Retour au Pays imaginaire : Jane / Wendy, enfant
  - Le film des Supers Nanas : Bulle
  - Pokémon 5 : Les Héros : Misty
- 2004 :
  - Mulan 2 : Mulan
- 2005
  - Inspecteur Gadget le super détective : Penny
- 2006 :
  - La Maison monstre : Zee
  - Le tyran des fourmis : Tiffany Nickle
- 2008 : Incroyables fables: Boucle-d'or chez les 3 ours : Goldilocks
- 2009 :
  - Il pleut des hamburgers : Sam Sparks
  - La Princesse et la Grenouille : Tiana
- 2011 :
  - Des mamans pour Mars : Ki
  - Hop : Samantha O’Hare
- 2012 :
  - Les Mondes de Ralph : Taffyta Crème Brûlée
  - Les Pirates ! Bande du nuls : le pirate Étonnamment plantureux
  - Le Réveil des Gardiens : la Fée des dents
- 2014 : Les Nouveaux Héros : Gogo Tomago
- 2018 :
  - Teen Titans Go! Le film : Starfire
  - Ralph brise l'Internet : Taffyta Crème Brûlée / Tiana
- 2020 : Âme : 22
- 2021 : Raya et le Dernier Dragon : Général Atitaya

### Télévision

#### Téléfilms
- 1997 : Les Grands Inventeurs: Marie Curie : Martine Boudreau (Natalie Vansier)
- 1998 : Amour incorporé : Mindy (Molly Hager)
- 2010 :
  - Tricheurs : Emma Archibald (Alexia Fast)
  - 16 vœux : Abby Jensen (Debby Ryan)
  - Dernier cri : Alexa (Natalie Vansier)
- 2011 :
  - Vacances avec Derek : Casey McDonald (Ashley Leggat)
  - Escale en enfer : Elise Shayne (Tammy Gillis)
- 2014 : Point de rupture (Trigger Point) : Ashley Robinson (Allie MacDonald)[1]
- 2021 : La tricoteuse amoureuse : Sophie Markham (Anna Hutchison)

#### Séries télévisées
- 1997-1999 : Lassie : Timmy Cabot (Corey Sevier)
- 2000-2002 : Mystère Zack : Gwendolyn « Gwen » Killerby (Katie Boland)
- 2000-2004 : Edgemont : Laurel Yeung (Kristin Kreuk)
- 2004-2006 : Les leçons de Josh : Natalie Bouchard (Sarah Smyth)
- 2004-2008 : presserebelle.com : Zoey Jones (Ksenia Solo)
- 2005-2007 : La Vie selon Annie : Annie Hawthorne (Charlotte Arnold)
- 2005-2008 : Voisins, voisines : Alicia Plecas (Jane McGregor)
- 2006-2007 : Whistler : Carrie Miller (Amanda Crew)
- 2007 :
  - Intelligence : Lorna (Leela Savasta)
  - Dinosapien : Lauren Slayton (Brittney Wilson)
- 2007-2008 : Ma vie de star : Karma (Cory Lee)
- 2007-2010 : Buzz Mag : Rebecca Harper (Zoë Belkin)
- 2010 :
  - Les piliers de la Terre : Maud (Alison Pill) (mini-série)
  - Mon ange gardien : Jane Casey (Brittany Adams)
  - Connor, agent très spécial : Tanya (Carleigh Beverly)
  - Les Tudors : Brigitte (Selma Brook)
  - Fitz : Kara (Gillian Ferrier)
- 2010-2011 : Majeurs et mariés : Jessie Hill (Stacey Farber)
- 2010-2012 : Ma gardienne est un vampire : Erica Jones (Kate Todd)
- 2011 :
  - Les Vies rêvées d'Érica : Erica Strange (Erin Karpluk) (seulement la 4e saison a été doublée au Québec[2])
  - La légende de Camelot : Bridget (Lara Jean Chorostecki)
  - Le Fou de l'hôtel : Danni (Katharine Isabelle)
- 2012 : Les piliers de la Terre: Un monde sans fin : Caris (Charlotte Riley) (mini-série)
- 2012-2013 : Mr. Young : Echo (Matreya Fedor)
- 2013-2014 :
  - Le château de cartes : Zoe Barnes (Kate Mara)
  - Orange Is the New Black : Poussey Washington (Samira Wiley) (seulement les saisons 1 et 2 sont doublées au Québec)
- 2017-2018 : Célébrités en amour : Cassandra « Cassie » Perkins (Georgie Flores)

#### Séries d'animation
- 1999-2001 : Arthur : Arthur Read (saisons 4 à 6)
- 2001 : Les oursons du square Théodore : Polly
- 2003 : Patates et Dragons : Mélodine
- 2005 : Harry et ses dinosaures : Harry (saison 1)
- 2009 : Le jardin de TerraLéa : Dirt Girl
- 2010 :
  - Le Chat dans le Chapeau est un futé rigolo : Sally
  - Monsieur Lune : Stella + chansons
- 2010-2011 : Petit Lapin Blanc : Émilie
- 2013 : SOS Créatures! : Sophie
- 2015-2017 : Les Mini-sorcières : Noisette
- 2018 : Dot. : Dot
- 2020 : Douggy et Pony font leur show : Mistinguette